# پنتنا
پنتنا (به لهستانی:  Pętna) یک روستا در لهستان است که در گمینا سنکووا واقع شده‌است.